# Lúcio Wagner
Lúcio Wagner Freitas de Souza (nacido el 15 de junio de 1976 en Río de Janeiro, Brasil) es un futbolista naturalizado búlgaro, quien juega de defensa y su primer equipo fue el Corinthians Alagoano.

## Selección nacional
Ha sido internacional con la Selección de fútbol de Bulgaria, ha jugado 5 partidos internacionales.

## Clubes
| Club                 | País     | Año       |
| -------------------- | -------- | --------- |
| Náutico (inferiores) | Brasil   | 1986-1994 |
| Corinthians Alagoano | Brasil   | 1995-1996 |
| SL Benfica           | Portugal | 1996-1997 |
| Sevilla FC           | España   | 1997-1998 |
| CA Juventus          | Brasil   | 2000-2002 |
| PFC Cherno more      | Bulgaria | 2002-2003 |
| Levski Sofia         | Bulgaria | 2003-2009 |